# Fructe de pădure
Fructele de pădure sunt fructe mici, rotunde, viu colorate, dulci sau acrișoare, cu semințe și comestibile. Printre cele mai comune fructe de pădure se numără zmeura, afinele, murele, coacăzele, coarne, etc.

## Prelucrare
Spre deosebire de alte produse ce se găsesc pe piață, piureul, nectarul și concentratele realizate de direcția silvică, sunt în procent de 100% naturale, fără ingredienți sintetici, având baza de materie primă (fructele de pădure), certificată din punct de vedere ecologic, urmând ca aceasta să fie certificată și din punct de vedere biochimic. 
Fructele sunt aduse la rampă unde sunt cântărite, analizate senzorial (gust, miros, aspect) și fizico-chimic (substanța uscată solubilă, grad brix).

Fructele cu codițe sunt puse pe elevator și dozate automat cu ajutorul lamelelor de compartimentare, apoi sunt trecute prin mașina de scos codițe. Fructele fără codiță sunt sortate manual la bandă, unde are loc eliminarea fructelor stricate, a crengilor, pietricelelor, frunzelor; după care sunt trecute prin bazinul de spălare. Aici fructele sunt susținute cu ajutorul site în timp ce se efectuează spălarea prin barbotare. Clătirea finală se efectuează prin pulverizare cu apă. Fructele cu sâmburi sunt trecute individual prin mașina de scos sâmburi.  

Mașina de scos codițe

După efectuarea acestor operații fructele ajung în bazinul de stocare, de unde pulpa de fruct este preluată de o pompă volumetrică și este împinsă la presiunea de 12 bar prin serpentinele de preîncălzire (cu ajutorul apei calde). Temperatura de preîncălzire este diferită și specifică oricărui tip de fruct. Pulpa își continuă traseul ajungând la o pasatrice unde este presată și strecurată. Rezultă o pastă omogenă și deșeuri formate din pieliță, sâmburi mici și cotoare.
Piureul este colectat într-un bazin, apoi cu ajutorul altei pompe volumetrice este împins în tancul de piure, de unde se transferă către instalația de sterilizare continuă (i se ridică temperatura automat la 111oC timp de 3 minute, apoi se răcește brusc la 20oC). După dezaerare piureul este ambalat automat în saci aseptici cu capacitatea de 200 kg. Termenul de valabilitate al piureului ambalat astfel este de 2 ani.
În perioada de recoltare a fructelor de pădure activitatea principală constă în fabricarea acestora în piureuri. În restul anului activitatea principală constă în fabricarea sucurilor concentrate și a nectarului.
În acest sens sacii de piure sunt scoși din depozit, piureul este preluat de o pompă pneumatică și trecut în bazinul de stocare. Aici se adaugă apa dedurizată încălzită și zahăr după rețetele rezultate conform analizei de laborator.
Amestecul ajunge în tancul de stocare unde are loc dezaerarea și omogenizarea (cu ajutorul cilindrilor de malaxare, particulele mari fiind amestecate cu cele mici).
Compoziția nou formată ajunge în instalația de pasteurizare (i se ridică temperatura la 90oC, după care coboară la 80oC). Nectarul este îmbuteliat la această temperatură în sticle de 0,3 litri. Instalația de îmbuteliere lucrează sub depresiune (-0,7 bari), lichidul curge izobarometric. Ambalajele sunt de unică folosință și sunt prevăzute cu un capac twist-off.
Sticlele își continuă traseul prin tunelul de pasteurizare (în prima jumătate a tunelului fiind expuse 10 minute la temperatura de 65oC, iar în a doua jumătate a tunelului temperatura scade brusc la 20oC). Apoi ajung în dreptul unei celule fotoelectrice care verifică gradul de umplere și defectele de îmbuteliere, respectiv pasteurizare. Sticlele sunt uscate sub jet de aer și etichetate automat. Termenul de valabilitate se imprimă cu jet de cerneală pe capac. Așezarea în bax are loc manual, iar învelirea cu folie termocontractabilă se face automat.
Baxurile rezultate sunt stivuite pe paleți și transportate în depozit unde sunt păstrate în condiții de întuneric și temperaturi moderate.
Sucurile naturale realizate din fructe de pădure nu conțin coloranți de sinteză, substanțe aromatizante și nici conservanți. De aceea prețul acestor produse este mai ridicat.

## Legături externe
- United States National Berry Crops Initiative